# Texacephale langstoni
Texacephale langstoni es la única especie conocida del género extinto Texacephale de dinosaurio ornitisquio paquicefalosáurido, que vivió a finales del período Cretácico, durante el Campaniense hace aproximadamente 75 millones de años, en lo que es hoy Norteamérica.

## Descripción
Texacephale era, como otros paquicefalosáuridos , un pequeño herbívoro bípedo. La cúpula engrosada, formada por los frontales y parietales fusionados, con contribuciones de otros huesos del cráneo, habría significado que el cerebro estaba cubierto por varias pulgadas de hueso sólido. Es probable que la cúpula se haya utilizado en concursos de cabezazos por parejas o territorio, similar a las especies modernas de cabezazos como el borrego cimarrón, el búfalo del cabo y el buey almizclero. Es posible que durante el combate se hayan producido daños en el hueso del cráneo.
El holotipo tiene una longitud de 115 milímetros, LSUMNS 20012 es un poco más grande y por lo tanto, comparable a un casquete de Stegoceras típico de 120 milímetros de largo. Por lo tanto, Texacephale probablemente tenga una longitud corporal de unos 2 metros y un peso de unos 40 kilogramos.
Los descriptores pudieron identificar tres autapomorfias, propiedades derivadas únicas. El hueso parietal toca el postorbital a través de una serie de proyecciones en forma de cresta. En el lado del hueso nasal, el techo del cráneo tiene una joroba alta y estrecha con un perfil superior convexo en vista lateral. El techo del cráneo real se eleva por encima del techo de la caja craneana a través de un pedestal bajo.
Jasinski & Sullivan rechazó la naturaleza diagnóstica de estas características en 2011. Las crestas se encontrarían en la mayoría de los cráneos de paquicefalosáuridos y mostrarían una gran variación individual allí. La joroba de la nariz no diferiría de la de Sphaerotholus goodwini. Y por último afirman que el pedestal es un artefacto de la erosión.
En contraste con el ambiente seco y desértico de hoy, el paleoambiente de Big Bend era una tierra baja costera húmeda en el borde de la vía marítima interior occidental durante el Campaniano. Texacephale compartía su entorno con Agujaceratops mariscalensis, un ceratópsido. Los tiranosáuridos y el cocodrilo gigante Deinosuchus riograndensis también estaban presentes en el entorno de la Formación Aguja y es probable que hayan sido sus depredadores.

## Descubrimiento e investigación
En 2008 , se encontraron dos cráneos de paquicefalosáuridos en el Parque Nacional Big Bend en Texas en los sitios de Works Progress Administration (WPA ) cerca de la montaña Talley, que fueron explotados durante la década de 1930 . Muchos fósiles de Agujaceratops se han recuperado en el sitio. Los cráneos se identificaron por primera vez como pertenecientes a Stegoceras, pero pronto se reconoció que representaban una nueva especie. Sus restos fósiles se descubrieron en la Formación Aguja y los describieron en 2010 un equipo de científicos liderados por N. R. Longrich. El nombre del género combina el nombre del sitio de Texas con el vocablo en griego clásico kephalè, "cabeza", una referencia a Pachycephalosauria. El nombre de la especie honra al entonces paleontólogo de Texas, el profesor Wann Langston Jr. El espécimen holotipo de Texacephale, LSUMNS 20010, está compuesto por frontales y parietales fusionados . Un segundo espécimen, LSUMNS 20012, está compuesto por una cúpula frontoparietal incompleta. Se encontró en las mismas canteras de WPA que produjeron Agujaceratops, y es posible que haya sido excavado y tirado a un lado, confundiéndolo con una roca o concreción, antes de ser recogido décadas después. Según el equipo, la cúpula fosilizada del animal poseía de cinco a seis pestañas verticales en cada lado lateral, que la conectaban con el hueso postorbitario . El equipo interpretó estas estructuras como "engranajes" entrelazados que ayudarían a lidiar con la tensión en el hueso durante los cabezazos. un comportamiento hipotético que anteriormente había sido cuestionado por otros autores.
Cuando salió el artículo descriptivo, Thomas Lehman estaba a punto de publicar un artículo sobre casquetes que él mismo había encontrado en Texas. Rápidamente agregó una nota a su publicación afirmando que, en cualquier caso, su material no podía atribuirse a Texacephale con ninguna justificación y que, de todos modos, este último taxón era solo un nomen dubium.
En 2011, Steven Jasinki y Robert Michael Sullivan nombraron Stegoceras novomexicanum basándose en material muy similar de aproximadamente la misma edad. También afirmaron que Texacephale era dudoso, aunque no consideran imposible, dado el origen, la edad y la forma general, que se trate de la misma especie.

## Clasificación
Texacephale se colocó en Pachycephalosauridae en 2010. El techo del cráneo convexo no es muy extenso y las ventanas superiores no están cerradas. Esta característica más basal llevó a la conclusión de que Texacephale se encuentra en la parte inferior del árbol genealógico de Pachycephalosauria. Según un análisis cladístico realizado por los autores, todos los paquicefalosaurios asiáticos eran más derivados y todos los paquicefalosaurios basales conocidos eran norteamericanos. Esto indicaría que el origen de este grupo está en este continente, lo que también está indicado por la datación temprana y la alta variación posterior de las formas norteamericanas. Dentro de América del Norte, Texacephale, como el paquicefalosáurido conocido más al sur, indican una vez más que la fauna del sur es separable de la fauna del norte, ya que Agujaceratops tampoco parece encontrarse en el norte. Los autores sospecharon que la gran diversidad durante el Campaniense de América del Norte se limitó a ese continente y pueden sugerir incorrectamente que después la riqueza de especies disminuyó en todo el planeta.

### Filogenia
Cladograma según Longrich, Sankey y Tanke  en 2010.
|  | Stegoceras                                                     |
|  |                                                                |
|  | \| \| Colepiocephale \| \| \| \| \| \| Gravitholus \| \| \| \| |
|  |                                                                |
|  | Colepiocephale                                                 |
|  |                                                                |
|  | Gravitholus                                                    |
|  |                                                                |

|  | Colepiocephale |
|  |                |
|  | Gravitholus    |
|  |                |

|  | S. goodwini                                                         |
|  |                                                                     |
|  | \| \| S. edmontonensis \| \| \| \| \| \| S. buchholtzae \| \| \| \| |
|  |                                                                     |
|  | S. edmontonensis                                                    |
|  |                                                                     |
|  | S. buchholtzae                                                      |
|  |                                                                     |

|  | S. edmontonensis |
|  |                  |
|  | S. buchholtzae   |
|  |                  |

|  | Alaskacephale                                            |
|  |                                                          |
|  | Pachycephalosaurus                                       |
|  |                                                          |
|  | \| \| Stygimoloch \| \| \| \| \| \| Dracorex \| \| \| \| |
|  |                                                          |
|  | Stygimoloch                                              |
|  |                                                          |
|  | Dracorex                                                 |
|  |                                                          |

|  | Stygimoloch |
|  |             |
|  | Dracorex    |
|  |             |

|  | Tylocephale                                                                                   |
|  |                                                                                               |
|  | Prenocephale                                                                                  |
|  |                                                                                               |
|  | \| \| Homalocephale \| \| \| \| \| \| Goyocephale \| \| \| \| \| \| Wannanosaurus \| \| \| \| |
|  |                                                                                               |
|  | Homalocephale                                                                                 |
|  |                                                                                               |
|  | Goyocephale                                                                                   |
|  |                                                                                               |
|  | Wannanosaurus                                                                                 |
|  |                                                                                               |

|  | Homalocephale |
|  |               |
|  | Goyocephale   |
|  |               |
|  | Wannanosaurus |
|  |               |

|  | Alaskacephale                                            |
|  |                                                          |
|  | Pachycephalosaurus                                       |
|  |                                                          |
|  | \| \| Stygimoloch \| \| \| \| \| \| Dracorex \| \| \| \| |
|  |                                                          |
|  | Stygimoloch                                              |
|  |                                                          |
|  | Dracorex                                                 |
|  |                                                          |

|  | Stygimoloch |
|  |             |
|  | Dracorex    |
|  |             |

|  | Tylocephale                                                                                   |
|  |                                                                                               |
|  | Prenocephale                                                                                  |
|  |                                                                                               |
|  | \| \| Homalocephale \| \| \| \| \| \| Goyocephale \| \| \| \| \| \| Wannanosaurus \| \| \| \| |
|  |                                                                                               |
|  | Homalocephale                                                                                 |
|  |                                                                                               |
|  | Goyocephale                                                                                   |
|  |                                                                                               |
|  | Wannanosaurus                                                                                 |
|  |                                                                                               |

|  | Homalocephale |
|  |               |
|  | Goyocephale   |
|  |               |
|  | Wannanosaurus |
|  |               |

|  | S. goodwini                                                         |
|  |                                                                     |
|  | \| \| S. edmontonensis \| \| \| \| \| \| S. buchholtzae \| \| \| \| |
|  |                                                                     |
|  | S. edmontonensis                                                    |
|  |                                                                     |
|  | S. buchholtzae                                                      |
|  |                                                                     |

|  | S. edmontonensis |
|  |                  |
|  | S. buchholtzae   |
|  |                  |

|  | Alaskacephale                                            |
|  |                                                          |
|  | Pachycephalosaurus                                       |
|  |                                                          |
|  | \| \| Stygimoloch \| \| \| \| \| \| Dracorex \| \| \| \| |
|  |                                                          |
|  | Stygimoloch                                              |
|  |                                                          |
|  | Dracorex                                                 |
|  |                                                          |

|  | Stygimoloch |
|  |             |
|  | Dracorex    |
|  |             |

|  | Tylocephale                                                                                   |
|  |                                                                                               |
|  | Prenocephale                                                                                  |
|  |                                                                                               |
|  | \| \| Homalocephale \| \| \| \| \| \| Goyocephale \| \| \| \| \| \| Wannanosaurus \| \| \| \| |
|  |                                                                                               |
|  | Homalocephale                                                                                 |
|  |                                                                                               |
|  | Goyocephale                                                                                   |
|  |                                                                                               |
|  | Wannanosaurus                                                                                 |
|  |                                                                                               |

|  | Homalocephale |
|  |               |
|  | Goyocephale   |
|  |               |
|  | Wannanosaurus |
|  |               |

|  | Alaskacephale                                            |
|  |                                                          |
|  | Pachycephalosaurus                                       |
|  |                                                          |
|  | \| \| Stygimoloch \| \| \| \| \| \| Dracorex \| \| \| \| |
|  |                                                          |
|  | Stygimoloch                                              |
|  |                                                          |
|  | Dracorex                                                 |
|  |                                                          |

|  | Stygimoloch |
|  |             |
|  | Dracorex    |
|  |             |

|  | Tylocephale                                                                                   |
|  |                                                                                               |
|  | Prenocephale                                                                                  |
|  |                                                                                               |
|  | \| \| Homalocephale \| \| \| \| \| \| Goyocephale \| \| \| \| \| \| Wannanosaurus \| \| \| \| |
|  |                                                                                               |
|  | Homalocephale                                                                                 |
|  |                                                                                               |
|  | Goyocephale                                                                                   |
|  |                                                                                               |
|  | Wannanosaurus                                                                                 |
|  |                                                                                               |

|  | Homalocephale |
|  |               |
|  | Goyocephale   |
|  |               |
|  | Wannanosaurus |
|  |               |

|  | Stegoceras                                                     |
|  |                                                                |
|  | \| \| Colepiocephale \| \| \| \| \| \| Gravitholus \| \| \| \| |
|  |                                                                |
|  | Colepiocephale                                                 |
|  |                                                                |
|  | Gravitholus                                                    |
|  |                                                                |

|  | Colepiocephale |
|  |                |
|  | Gravitholus    |
|  |                |

|  | S. goodwini                                                         |
|  |                                                                     |
|  | \| \| S. edmontonensis \| \| \| \| \| \| S. buchholtzae \| \| \| \| |
|  |                                                                     |
|  | S. edmontonensis                                                    |
|  |                                                                     |
|  | S. buchholtzae                                                      |
|  |                                                                     |

|  | S. edmontonensis |
|  |                  |
|  | S. buchholtzae   |
|  |                  |

|  | Alaskacephale                                            |
|  |                                                          |
|  | Pachycephalosaurus                                       |
|  |                                                          |
|  | \| \| Stygimoloch \| \| \| \| \| \| Dracorex \| \| \| \| |
|  |                                                          |
|  | Stygimoloch                                              |
|  |                                                          |
|  | Dracorex                                                 |
|  |                                                          |

|  | Stygimoloch |
|  |             |
|  | Dracorex    |
|  |             |

|  | Tylocephale                                                                                   |
|  |                                                                                               |
|  | Prenocephale                                                                                  |
|  |                                                                                               |
|  | \| \| Homalocephale \| \| \| \| \| \| Goyocephale \| \| \| \| \| \| Wannanosaurus \| \| \| \| |
|  |                                                                                               |
|  | Homalocephale                                                                                 |
|  |                                                                                               |
|  | Goyocephale                                                                                   |
|  |                                                                                               |
|  | Wannanosaurus                                                                                 |
|  |                                                                                               |

|  | Homalocephale |
|  |               |
|  | Goyocephale   |
|  |               |
|  | Wannanosaurus |
|  |               |

|  | Alaskacephale                                            |
|  |                                                          |
|  | Pachycephalosaurus                                       |
|  |                                                          |
|  | \| \| Stygimoloch \| \| \| \| \| \| Dracorex \| \| \| \| |
|  |                                                          |
|  | Stygimoloch                                              |
|  |                                                          |
|  | Dracorex                                                 |
|  |                                                          |

|  | Stygimoloch |
|  |             |
|  | Dracorex    |
|  |             |

|  | Tylocephale                                                                                   |
|  |                                                                                               |
|  | Prenocephale                                                                                  |
|  |                                                                                               |
|  | \| \| Homalocephale \| \| \| \| \| \| Goyocephale \| \| \| \| \| \| Wannanosaurus \| \| \| \| |
|  |                                                                                               |
|  | Homalocephale                                                                                 |
|  |                                                                                               |
|  | Goyocephale                                                                                   |
|  |                                                                                               |
|  | Wannanosaurus                                                                                 |
|  |                                                                                               |

|  | Homalocephale |
|  |               |
|  | Goyocephale   |
|  |               |
|  | Wannanosaurus |
|  |               |

|  | S. goodwini                                                         |
|  |                                                                     |
|  | \| \| S. edmontonensis \| \| \| \| \| \| S. buchholtzae \| \| \| \| |
|  |                                                                     |
|  | S. edmontonensis                                                    |
|  |                                                                     |
|  | S. buchholtzae                                                      |
|  |                                                                     |

|  | S. edmontonensis |
|  |                  |
|  | S. buchholtzae   |
|  |                  |

|  | Alaskacephale                                            |
|  |                                                          |
|  | Pachycephalosaurus                                       |
|  |                                                          |
|  | \| \| Stygimoloch \| \| \| \| \| \| Dracorex \| \| \| \| |
|  |                                                          |
|  | Stygimoloch                                              |
|  |                                                          |
|  | Dracorex                                                 |
|  |                                                          |

|  | Stygimoloch |
|  |             |
|  | Dracorex    |
|  |             |

|  | Tylocephale                                                                                   |
|  |                                                                                               |
|  | Prenocephale                                                                                  |
|  |                                                                                               |
|  | \| \| Homalocephale \| \| \| \| \| \| Goyocephale \| \| \| \| \| \| Wannanosaurus \| \| \| \| |
|  |                                                                                               |
|  | Homalocephale                                                                                 |
|  |                                                                                               |
|  | Goyocephale                                                                                   |
|  |                                                                                               |
|  | Wannanosaurus                                                                                 |
|  |                                                                                               |

|  | Homalocephale |
|  |               |
|  | Goyocephale   |
|  |               |
|  | Wannanosaurus |
|  |               |

|  | Alaskacephale                                            |
|  |                                                          |
|  | Pachycephalosaurus                                       |
|  |                                                          |
|  | \| \| Stygimoloch \| \| \| \| \| \| Dracorex \| \| \| \| |
|  |                                                          |
|  | Stygimoloch                                              |
|  |                                                          |
|  | Dracorex                                                 |
|  |                                                          |

|  | Stygimoloch |
|  |             |
|  | Dracorex    |
|  |             |

|  | Tylocephale                                                                                   |
|  |                                                                                               |
|  | Prenocephale                                                                                  |
|  |                                                                                               |
|  | \| \| Homalocephale \| \| \| \| \| \| Goyocephale \| \| \| \| \| \| Wannanosaurus \| \| \| \| |
|  |                                                                                               |
|  | Homalocephale                                                                                 |
|  |                                                                                               |
|  | Goyocephale                                                                                   |
|  |                                                                                               |
|  | Wannanosaurus                                                                                 |
|  |                                                                                               |

|  | Homalocephale |
|  |               |
|  | Goyocephale   |
|  |               |
|  | Wannanosaurus |
|  |               |